# Старобедеєвська сільська рада
Старобеде́євська сільська рада (рос. Старобедеевский сельский совет) — муніципальне утворення у складі Нурімановського району Башкортостану, Росія. Адміністративний центр — присілок Старобедеєво.

## Населення
Населення — 619 осіб (2019, 686 в 2010, 701 в 2002).

## Склад
До складу поселення входять такі населені пункти:
| Населений пункт         | Населення, осіб (2002) | Населення, осіб (2010) |
| ----------------------- | ---------------------- | ---------------------- |
| Старобедеєво, присілок  | 479                    | 493                    |
| Старобірючево, присілок | 222                    | 193                    |